# Madame Max Adolphe
Madame Max Adolphe (ur. 10 września 1925 w Mirebalais, zaginiona od lutego 1986 roku) – haitańska polityczka. W 1961 roku została jedną z pierwszych kobiet zasiadających w haitańskim parlamencie. Członkini reżimów dyktatorskich François i Jean-Clauda Duvalierów,

## Życiorys

### Młodość, edukacja i kariera zawodowa
Urodziła się jako Rosalie Bosquet 10 września 1925 w Mirebalais.
Karierę zawodową rozpoczęła, pracując w milicji. Później służyła jako jako komendantka więzienia Fort Dimanche, znanym jako „forteca śmierci”. W 1963 roku została główną komendantką w Port-au-Prince. Pisarz Dany Laferrière opisał ją w swojej książce „Le prix des Oiseaux fous” jako trzecią najokrutniejszą osobę w państwie, po sprawującym dyktatorską władzę Prezydencie Haiti Jean-Claudzie Duvalierze oraz po skazanym później na śmierć prowadzącym tortury Lucu Desirze. Laferrière oskarżał ją o szczególne okrucieństwo, jako przykład podając umieszczanie żywych szczurów w pochwach ciężarnych więźniarek. Później była również odpowiedzialna za dowodzenie kobiecą sekcją Tonton Macoute, haitiańskiej tajnej policji.
W 1971 roku została usunięta ze swoich poprzednich pozycji, a François Duvalier mianował ją w maju 1972 roku burmistrzynią Port-au-Prince, stolicy kraju.

### Działalność polityczna
Była uważana za prawą rękę Françoisa Duvaliera.
Z powodzeniem wystartowała w wyborach parlamentarnych w 1961 roku, w których Parti de l'unité nationale uzyskała wszystkie 67 mandatów do Izby Deputowanych Haiti (obalony został Senat Haiti, a Izba Deputowanych została jedyną izbą parlamentu) . Została jedną z dwóch kobiet (drugą była Aviole Paul-Blanc) wybranych do Izby. Był to pierwszy raz w historii Haiti, kiedy kobiety były członkami parlamentu.

### Protesty na Haiti i zaginięcie Adolphe
W 1986 roku próbowała uciec z kraju, po tym jak dowiedziała się, że Duvalier również przygotowuje się do tego. Według doniesień z gazet, została aresztowana gdy do jej domu dotarli żołnierze. Protestujący Haitańczycy zabili wiele osób, które pozostawały pod rozkazami Adolphe. Jej dom został obrabowany przez protestujących. Pod koniec lutego 1986 roku uciekła z Haiti przebrana za zakonnicę, jej celem była Tajlandia. Według doniesień medialnych, przez wiele lat żyła w Stanach Zjednoczonych gdzie zmarła (przed 2024 rokiem) z powodów naturalnych.

### Życie prywatne
Pobierała wynagrodzenie od US Army Special Forces za korzystanie z jej nieruchomości.
Miała jedną córkę – Magalie Racine, minister ds. sportu i młodzieży w latach 2013–2014 w administracji Laurenta Lamothe i Michela Martelliego. Jej córka starała się o mandat do Izby Deputowanych z okręgu obejmującego Mirebalais.